# ルイス軽機関銃
ルイス軽機関銃（ルイスけいきかんじゅう、英語: Lewis Gun）とは、主に第一次世界大戦期にイギリスで生産された軽機関銃である。
連合国側で広く使用されたほか、第二次世界大戦でも一部で使用された。標準弾薬は.303ブリティッシュ弾（7.7mm）だが、他の弾薬を使用するバリエーションもある。

## 開発経緯
原型は1911年にアメリカ人・サミュエル・マクリーンにより設計され、アメリカ陸軍の退役大佐アイザック・ニュートン・ルイスの手により完成した。しかしアメリカ国内でこの銃のパテントを購入し生産しようというメーカーは無く、陸軍にも採用されなかった。その後ルイスにより海外への売り込みが図られ、1913年にベルギー陸軍が採用、翌年にはイギリス陸軍にも採用され、イギリスのバーミンガム・スモール・アームズ（BSA）によりLewis Gun Mk.1の名で量産された。
リブ付きの47発または厚みのある97発型のパンマガジン（皿形弾倉）は上・側面のみカバーされていて、下から見ると先端を弾倉中心に向けて装填された銃弾が螺旋状に入っているのが露出して見える。97発マガジンは四層、47発は二層になる。ボルトが後退するたびに、弾倉全体が時計回りに回転する（銃側に回転止めがあり、弾倉のリブに噛み合う形で給弾を保持する）。排莢口は弾倉下の機関部右側面にあり、空薬莢は下右へ排莢される。標準タイプには二脚架が用意されており、伏射による安定した射撃をサポートした。対空用及び艦艇搭載用に、単脚架や三脚架も存在する。
後退したボルトを前進させるばねには一般的な圧縮コイルばねではなく、ぜんまいばねが用いられている。このぜんまいばねは引き金の前方にある半円形の突出部に内蔵され、歯車を介してボルトキャリアと噛み合うラック・アンド・ピニオン式で力を伝えている。
空冷式であり、外見上の特徴になっている水冷機銃の冷却水タンクのように見えるものは放熱用のアルミ製冷却筒である。銃身と冷却筒の間には放熱用のリブが挿入されている。冷却筒の先端は銃身の先端からさらに前方へ突き出していて、銃口の前に当たる冷却筒の内側には何もない空間が設けられている。射撃時に銃口から発射ガスが前方へ噴出すると、負圧によって銃身の周囲の空気が前方に誘引され、後部から新たな空気が冷却筒の中へ流れ込んで冷却効果を高める仕組みである。ただ効果はあまり芳しいものではなかったので、以後の軽機関銃に同様の冷却筒を備えた銃器はほとんどなく、量産されているのはPKP ペチェネグ機関銃程度である。なお航空仕様では気流による自然冷却が利用でき、周囲温度も地表より低い上、空気抵抗の増加を防ぐために冷却筒と放熱リブは取り外されており、銃床（バットストック）も振り回しやすい握り（グリップ）に変更され、軽量化が図られていた。旋回機銃用に二挺のルイスを並列させた連装銃架も製作されている。

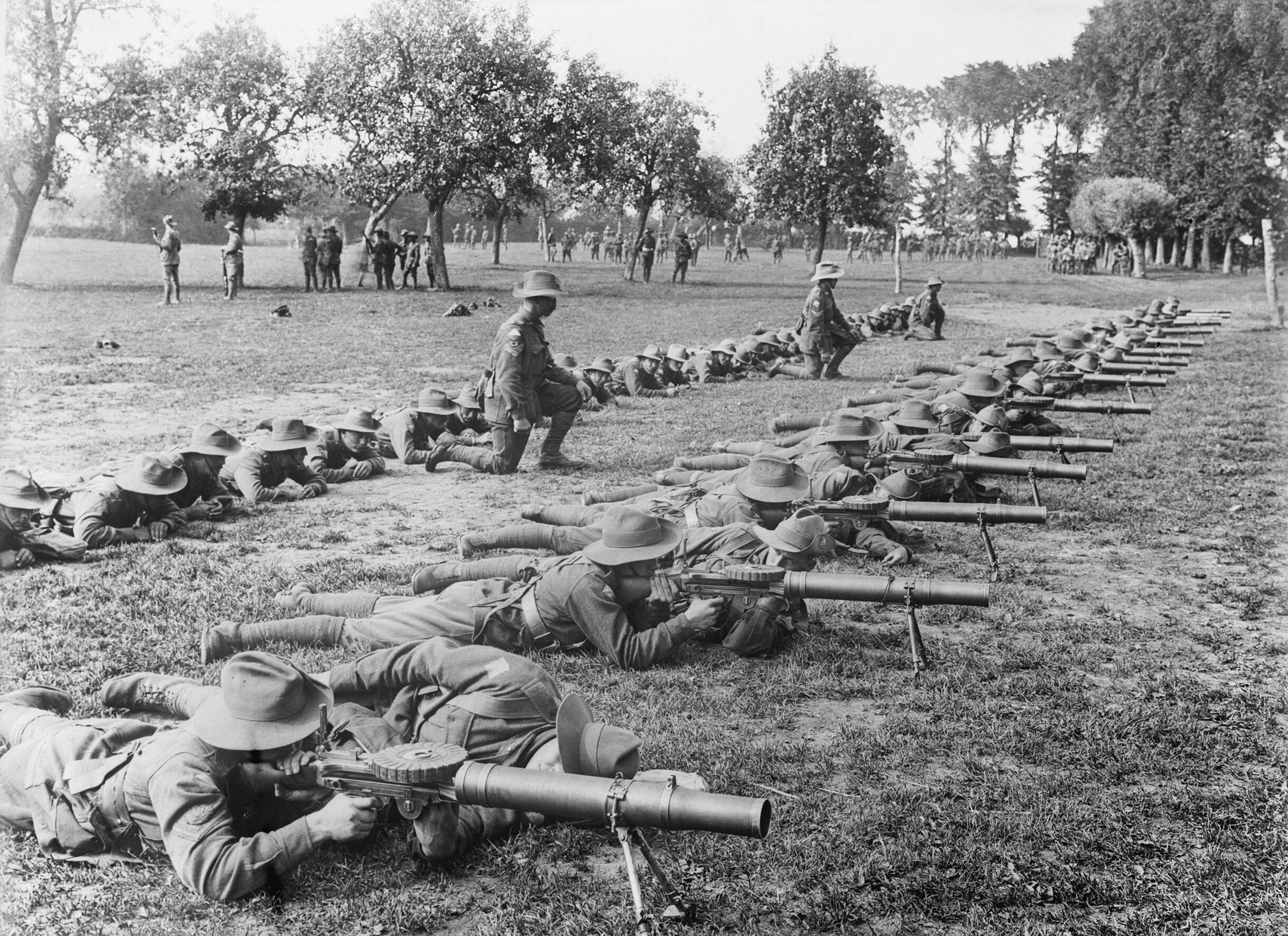
訓練。WWⅠの豪軍
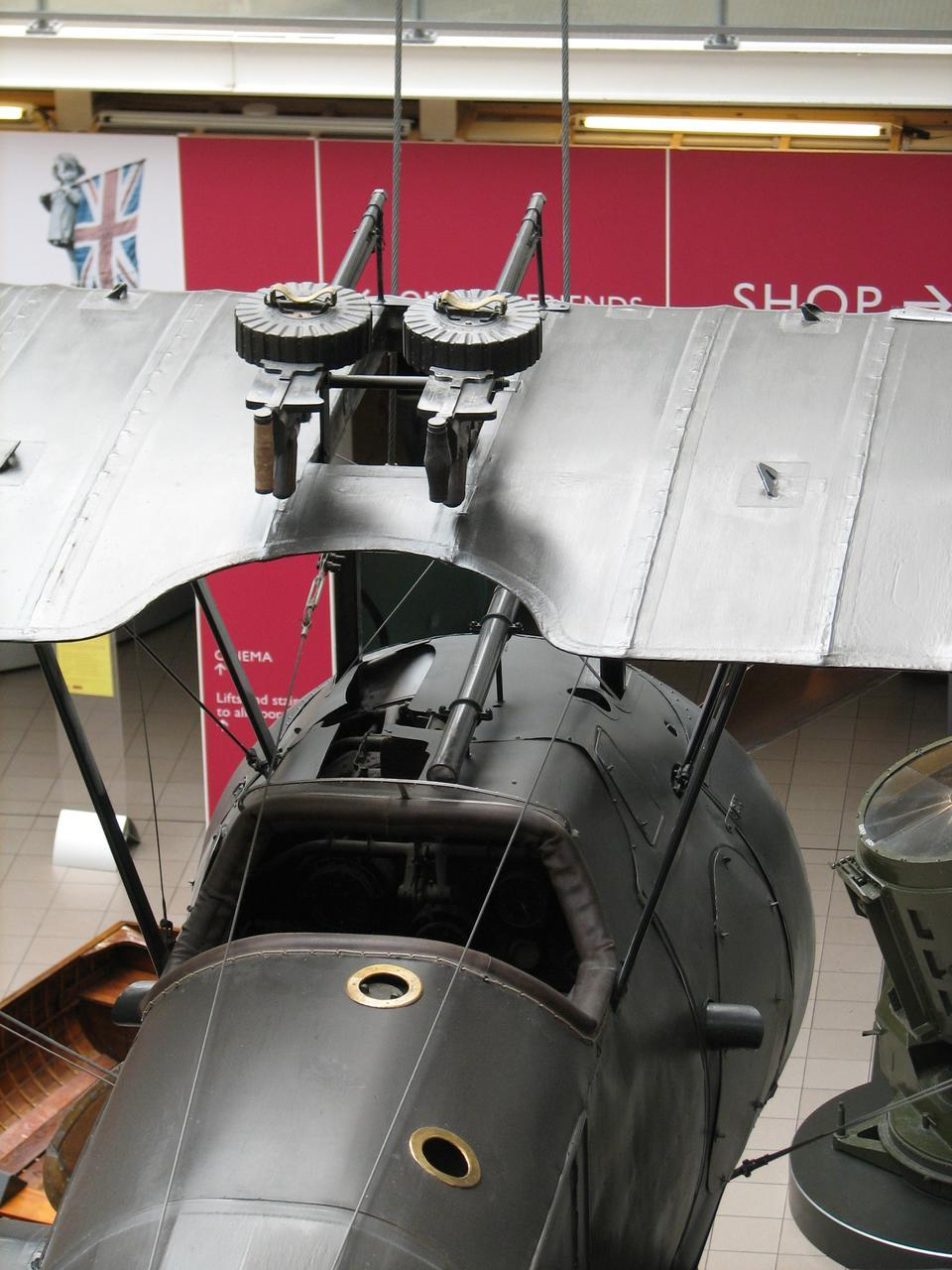
連装でソッピース キャメルに装備。ただし実戦仕様かは不明
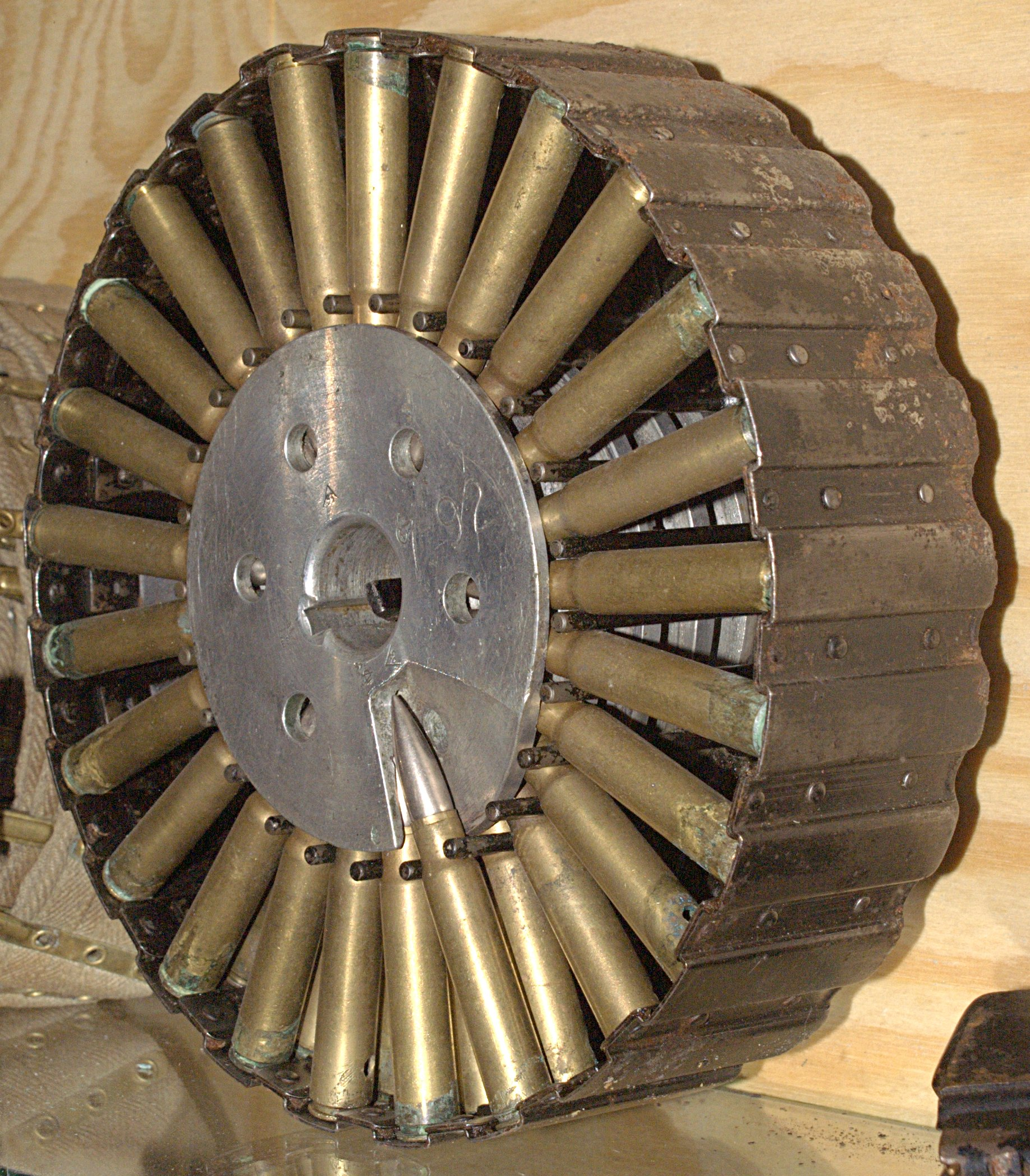
97発マガジンを裏から見る
ガス式自動機構を示したアニメーション。各部品の位置関係は実際のものとは異なる。

## 運用

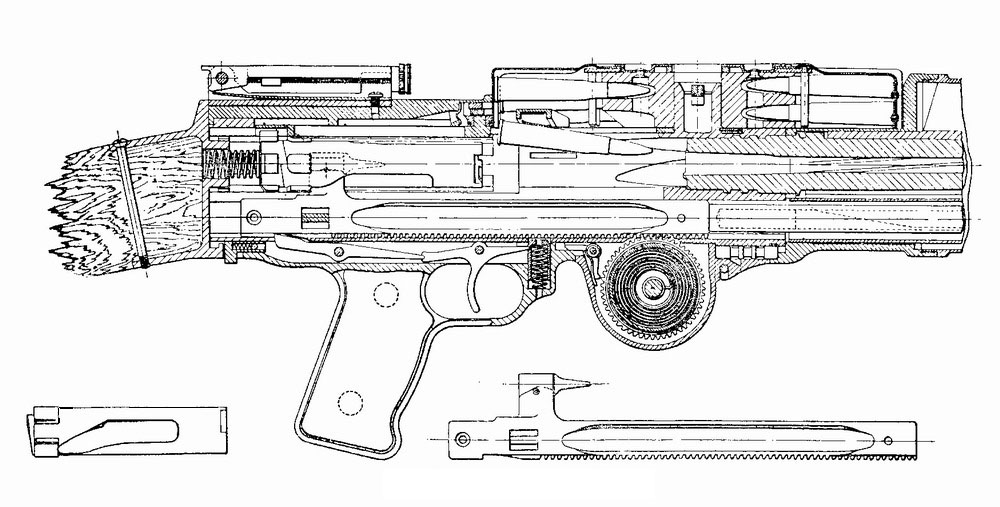
弾倉が装着されボルトが後退した、全装填状態の機関部断面図。引き金を操作すると解放されたボルトキャリア・ガスピストン・ボルトがぜんまいばねの力で前進し、初弾を薬室へ送り込む。

複雑な送弾機構や、弾丸が露出して埃に弱い弾倉のせいで故障が多く、後発の軽機関銃に比較すると信頼性は低い。しかし当時としては軽量な機関銃であることも評価され、第一次世界大戦中にはイギリス陸軍で使用されたほか、フランス陸軍やアメリカ陸軍でも採用され、アメリカでは弾薬を30-06スプリングフィールドとした仕様が生産された。ロシア帝国軍も6,000挺近くを購入したことが記録されている。
地上用の軽機関銃としてだけでなく、航空機搭載用としても用いられ、史上初の航空機銃となった。フランス軍やイタリア軍、ベルギー軍など連合軍側各国航空隊にも採用され、偵察機などの旋回機銃として搭載するほか、戦闘機の固定機銃として複葉機の上翼上に装備された。これは引き金を直接引く他に、コクピットからワイヤーによる遠隔操作で発砲可能になっている。イギリス陸軍航空隊では途中からフォスター銃架が導入され、弾倉交換のために上向きにすることで、斜銃のような使い方も出来た。しかし、この弾倉交換が固定機銃としてのネックで、プロペラ回転面を通して射撃する機銃同調装置が付いたベルト給弾式のヴィッカース機銃に比べて弾数の少なさから頻繁に再装填を繰り返さなければならず、後に航空用として97発入りの大型弾倉が開発導入されたが完全な解決には至らなかった。
信頼性の低さから、第一次世界大戦後はイギリスでは後継としてチェコスロバキア製のZB26をライセンス化したブレン軽機関銃に、航空機銃としてはヴィッカースK機関銃(英語版)へ更新されるなど、各国で第一線から退いていった。
第二次世界大戦のイギリスでは予備兵器として保管され、ホーム・ガードをはじめとした民兵などの二線級装備となっていたが、イギリス海外派遣軍がダンケルク撤退戦で大量の兵器をヨーロッパ大陸へ遺棄した結果、兵器不足を補う形で倉庫から引き出され、北アフリカ戦線で活動するL.R.D.G（Long Range Desert Group）の車輌にも搭載された。これを捕獲したドイツ国防軍は7.7 mm leMG 137(e)の名をつけている。だが、各兵器の再生産が進むと役目を終えて前線から消えていった。
第二次大戦後の戦場にも非正規装備として少数が使われており、第一次中東戦争、朝鮮戦争、インドシナ戦争からベトナム戦争、グレナダ侵攻、ユーゴスラビア紛争でその存在を確認されている。

## 日本での運用

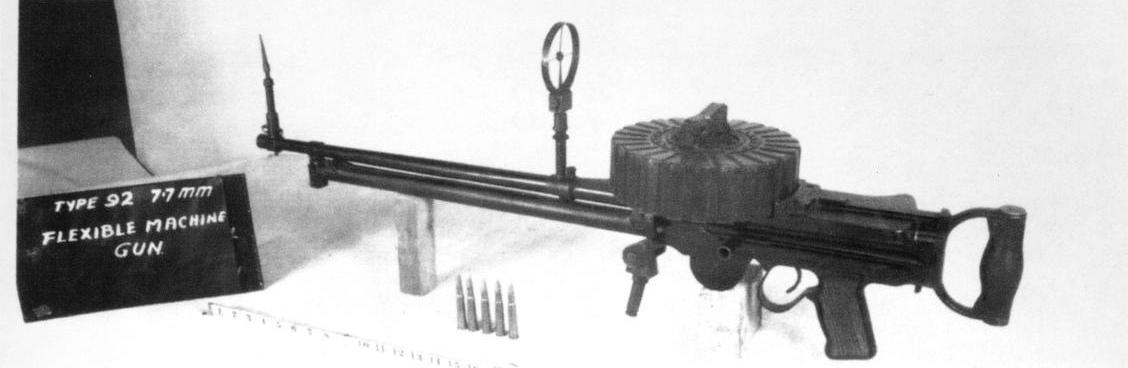
九二式七粍七機銃

第一世界大戦時の日本は連合国側であったので、英仏からの軍用機輸入に伴って連合国側の標準的航空機銃であったルイス機銃もヴィッカース機銃と同時に導入され、陸、海軍航空隊とも大正時代から運用を開始している。
日本海軍は九二式七粍七機銃（ルイスの頭文字から留式7.7mm機銃とも）として採用し、軍艦の対空機銃としてはもちろん、航空機の旋回機銃や陸戦隊用などとして第二次世界大戦でも広く使用した。日本陸軍の九二式重機関銃と名称が類似するが、まったく異なる銃である。初期には輸入していたが、後に国産化され、少なくとも1944年（昭和19年）まで横須賀及び豊川海軍工廠で生産が続き、終戦まで使用された。搭乗員が手袋を付けた状態で使用しやすいようにトリガーガードが大型化されたものもあった。使用弾薬はイギリス軍と同じ.303ブリティッシュ（7.7mmx56R）弾であり、日本陸軍の7.7mm弾との互換性は無かった。
一方、日本陸軍では1915年に、ルイス軽機関銃と外見のよく似た試製軽量機関銃甲号を開発している。これは口径6.5mmで、三年式機関銃をもとに小型化した機関部にルイス式の放熱筒と皿型弾倉を付けたもので、二脚ではなく小型の三脚を用いていた。

## 登場作品

### 映画
『アンザックス』
第一次世界大戦の西部戦線でオーストラリア兵が使用。
『外人部隊 フォスター少佐の栄光』
『スター・ウォーズ・シリーズ』
公開第1作である『エピソード4/新たなる希望』（公開当時は副題なし）を始めとしてストームトルーパーの持つ大型光線銃（後に「T-21 Light Repeating Blaster」という制式名称が設定された）として、弾倉を装着せず冷却筒にコイルスプリングを巻いたものが登場。
『続・恐竜の島』
飛行艇の防御用旋回機銃として登場。翼竜相手に発砲シーンあり。
『タイム・オブ・ウォー 戦場の十字架』
第一次世界大戦のパッシェンデール戦において、カナダ兵が使用。
『誰が為に鐘は鳴る』
フランコ軍相手に主人公が発砲。
『独裁者』
序盤の第一次大戦のシーンにて、トメニア軍の機関銃として登場。
『トラ・トラ・トラ!』
97艦攻（レプリカ）の旋回機銃（留式）として登場。地上型と同じ冷却筒が付いた状態のものが搭載されている。
『担へ銃』
ドイツ軍の機関銃として登場。
『ハムナプトラ/失われた砂漠の都』
『フライボーイズ』
ニューポール 17他に装備。
『砲艦サンパブロ』
砲艦の搭載火器。BARやM1903ライフルと共に登場するため、アメリカ生産型の.30-06弾仕様である。
『マイケル・コリンズ』
アイルランド独立戦争中に、イギリスの治安部隊「ブラック・アンド・タンズ」が使用。
『レジョネア 戦場の狼たち』

### 漫画・アニメ
『アニメンタリー決断』
「マレー沖海戦」「ラバウル航空隊」などで留式または九二式が、日本海軍機の旋回機銃としてしばしば登場する。
『黒い鷲』
ニューポール戦闘機の上翼に搭載。ブレゲー爆撃機の旋回機銃としても登場。
『こちら葛飾区亀有公園前派出所』
11巻「ポール・中川来日す！の巻」に「旧日本海軍の九二式機関銃」として登場。
53巻10話「これぞ模型道の巻」のラストでは、イギリス兵の格好をした大原部長がルイス短機関銃を携行して派出所に乗り込む。
『独立戦車隊』
「Jungle Express」にて、反乱を起こしたビルマ国軍を追い払うため、外山大尉が自動貨車に搭載して使用する。
『宮崎駿の雑想ノート』
主に航空機仕様（九二式七粍七機銃を含む）が劇中で頻繁に登場する。シリーズの1つ『飛行艇時代』を原作とする映画『紅の豚』では空賊構成員が航空機仕様・通常型を使用。ただし、弾倉回転の描写はない。

### ゲーム
『Bullet Force』
「Lewis Gun」という名称で登場。
『CoD:WWII』
『Dead Trigger』
「LEWIS」という名称で登場。
『Rise of Flight: The First Great Air War』
協商国側戦闘機を装備した標準的航空機関銃。
『ドールズフロントライン』
萌え擬人化されたものが星5MG戦術人形「ルイス」として登場。
『バトルフィールドシリーズ』
『BFH』
「シンジケートガン」という名称で登場。
『BF1』
『BFV』
援護兵の武器として登場。
『ブルーアーカイブ』
朝比奈フィーナが九二式を使用。
『Fortnite』
　「フラップジャックライフル」という名称で登場。

### 小説
『修羅の大空』
主人公が乗るソッピース パップ（ただし、史実のパップはヴィッカース機銃のみ搭載なので、これは特別仕様機）他、各種航空機に搭載。
『ラプラスの魔』
アレックス・クインがモーガン奪還のため、仲間と共に異世界を強襲する際に使用。